# NGC 427
NGC 427 је спирална галаксија у сазвежђу Вајар која се налази на NGC листи објеката дубоког неба.
Деклинација објекта је - 32° 3' 40" а ректасцензија 1h 12m 19,2s. Привидна величина (магнитуда) објекта NGC 427 износи 14,2 а фотографска магнитуда 15,1. NGC 427 је још познат и под ознакама ESO 412-14, MCG -5-4-7, PGC 4333.